# Obesidad en México

Porcentaje de adultos que son obesos, de 1975 a 2016

La obesidad en México está considerada actualmente como un grave problema de salud, ya que, 7 de cada diez personas adultas viven con problemas de exceso de peso; así mismo, uno de cada tres niños y adolescentes tiene sobrepeso u obesidad.[cita requerida] Sin embargo, a partir de los 20 años esta prevalencia se duplica (Masse. s.f.). Un niño obeso tiene 50% de probabilidades de seguir siéndolo en la adultez, incluso si se le detecta en edad escolar. Además, el exceso de grasa en edades tempranas tiene consecuencias funcionales muy graves de carácter psicosocial y médico (Masse. s.f.).
Problema relativamente nuevo, se generalizó en la década de 1980 con la llegada de los alimentos procesados en la mayor parte del mercado de comida mexicana. Previo a esta situación, las condiciones alimenticias se consideraron como bajas y de desnutrición, lo cual continúa siendo un gran problema en varias partes del país.
La elevada tasa de obesidad ubica a este país como el segundo de la OCDE con mayor incidencia después de Estados Unidos (Gobierno de México, s.f.). Según datos de la Organización de las Naciones Unidas para la Alimentación y Agricultura, México tiene una de las peores dietas y hábitos alimenticios, ya que ocupa el primer lugar en obesidad y sobrepeso con 32% de la población (Masse. s.f.).

### Desnutrición contra sobre alimentación
Hasta finales del siglo XX los problemas acerca de la dieta en México se trataban exclusivamente de una cuestión de desnutrición o mal nutrición debidos principalmente a la situación de pobreza. Y es por ello, que los problemas de obesidad se asocian con la riqueza y salud de las personas, siendo esta última la principal en los niños. Sin embargo, a pesar de las transformaciones llevadas a cabo en la dieta mexicana así como en la distribución de alimentos, la mal nutrición continúa siendo un grave problema en distintas partes de México.

### El factor socioeconómico de la obesidad
Desde la década de los años 1980, se han realizado diversos estudios con la finalidad de identificar los alimentos, comidas o bebidas que conllevan al aumento de peso o la obesidad, siendo los principales sospechosos causantes del crecimiento de tasas de obesidad y sobrepeso en todo el mundo aquellos alimentos que contienen grandes cantidades de azúcares, grasas, además de la comida rápida, refrescos, entre muchos otros sin ser necesariamente los principales responsables de estos padecimientos. Sin embargo, algunos estudios han podido comprobar que cada uno de estos elementos examinados se asocian con el sobrepeso y la obesidad (Drewnowski, 2007). Una de las características que poseen estos alimentos es que se venden a un precio relativamente bajo en comparación con las frutas, verduras, zumo y demás comida saludable, por lo que son comprados principalmente por consumidores de bajos ingresos (Drewnowski, 2007).
Los alimentos son los catalizadores de la mayor parte de dolencias y trastornos de la salud, La mala alimentación no solo está asociada con provocar enfermedades como la obesidad, diabetes e hipertensión arterial, sino que también tiene que ver con experimentar fatiga, baja autoestima, bajo rendimiento físico y mental, depresión, ansiedad y atracones. Una dieta rica en grasas (sobre todo saturadas) y sal, se asocia a una mayor probabilidad de padecer enfermedad coronaria, incluso los expertos afirman que una dieta baja en grasas y rica en fibra puede llegar a prevenir enfermedades como cáncer de colon, de mama y del estómago. Una dieta con pocos nutrientes asociados con la fertilidad, pueden causar esterilidad y aumentar el riesgo de aborto.
La organización mundial de la salud dice que se debe de tener una buena alimentación ayuda a prevenir sobrepeso, como enfermedades no transmisibles y trastornos,La composición exacta que se debe de tener en la alimentación debe de ser variada, equilibrada,saludable se determina por las características de cada persona (edad, sexo, hábitos de vida y grado de actividad física), el contexto cultural, los alimentos disponibles en el lugar y los hábitos alimentarios”.(OMS,2018)
Para prevenir la obesidad, hace falta proveer al organismo de nutrientes ya que al consumir harinas, azúcares refinados, conservadores, y grasas saturadas ejercemos una presión enorme sobre el hígado, órgano fundamental para la absorción de vitaminas y minerales indispensables para vivir, este no puede hacer frente a cantidades grandes de grasas y alcohol.
En cuanto a la población infantil se recomienda tomar medidas en los diferentes entornos en los que los niños se desenvuelven (escuela, casa y patio de juegos), en la escuela dar un acumulado mínimo de 3 horas a la semana de actividad física a la semana, minimizar los tiempos sedentarios y aumentar los tiempos de actividad, en casa limitar los tiempos de televisión y videojuegos y aumentar las actividades al aire libre y deportivas para promover un estilo de vida saludable. 
Necesitamos una ingesta equilibrada de vitaminas y minerales básicos a fin de garantizar el buen funcionamiento de nuestro sistema inmunológico ya que al estar débil somos más propensos a refriados, gripe y mala salud en general.
Es importante saber que la obesidad no solamente significa engordar y acelerar el proceso de envejecimiento, la obesidad es un potenciador de serias enfermedades, que tal vez, no veremos en nuestra juventud, pero que a la larga pueden causarnos tal malestar, al extremo de imposibilitarnos para llevar una vida de calidad e incluso de poder realizar las actividades diarias, es muy importante crear una cultura de enseñanza a las nuevas generaciones a saber nutrirse apropiadamente.
Una revisión de estudios (Dinsa et al) los cuales analizan la relación que existe entre el estatus socioeconómico (SES por sus siglas en inglés) y la obesidad que se presenta entre hombres y mujeres así como en niños de países en pleno desarrollo, se logró encontrar que aquellos países con un ingreso medio-alto como lo es México (México se encuentra dentro de la categoría de países con ingresos medios-altos de acuerdo con el Banco Mundial y el IDH) la situación de obesidad altamente permanente. Mientras que aquellos países con un IDH medio, se observó una relación negativa entre el estatus socioeconómico y la obesidad en las mujeres, lo cual significa que la prevalencia de dicha situación de obesidad va en aumento con la disminución de los ingresos. Esta relación es más visible dentro de aquellos países que se desarrollan bajo una categoría de ingresos altos. Por otro lado, en el caso de los hombres se obtuvieron resultados mixtos y finalmente respecto a los niños se comprobó que existe una relación totalmente positiva entre el estatus socioeconómico y la obesidad.
Una primera explicación a la relación positiva encontrada en los niños, se debe a un cambio en la actividad que realizan durante su tiempo libre la cual se basa de acuerdo a la riqueza que la familia de cada niño posee, ya que aquellos niños que se encuentran dentro de familias con ingresos más elevados éste tiene mayores posibilidades y probabilidades de acceder a los juegos de video y por lo tanto, pasar una mayor parte de su tiempo en ellos, mientras que aquellos niños de familias con ingresos menores no pueden tener acceso a este tipo de lujos, por lo que adoptan actividades con un mayor movimiento físico lo cual requiere de un mayor gasto de energía. En segundo lugar, la negativa relación en las mujeres con ingresos medios en consideración con lo anteriormente mencionado sobre la mayor parte de aquellos productos saludables presenta la disyuntiva si el acceso a los productos y comida menos saludables y de alta densidad energética, así como un menor precio son el punto de referencia para poder explicar adecuadamente los altos niveles de obesidad en México (Dinsa et al).